# 曹传钧
曹传钧（1922年3月—2014年2月4日），男，福建福州人，中华人民共和国教育家、航天学家。

## 生平
毕业于天津扶轮中学，1939年考入西南联大航空系，后留校任教，之后进入清华大学航空系。1952年，担任北京航空学院教授，历任院长，北京航空航天大学校长、校学术委员会主任等职，担任北京二号火箭发动机的总设计师。
2014年2月4日去世。

## 社会兼职
曾任中国航空学会副理事长、中国航空学会动力分会主任、《航空动力学报》主编。